# Biotopo Rasner Möser
Biotopo Rasner Möser este o arie protejată (arie specială de conservare — SAC, sit de importanță comunitară — SCI) din Italia întinsă pe o suprafață de 25 ha, integral pe uscat.

## Localizare
Centrul sitului Biotopo Rasner Möser este situat la coordonatele 46°48′27″N 12°04′29″E / 46.8075°N 12.0747°E.

## Înființare
Situl Biotopo Rasner Möser a fost declarat sit de importanță comunitară în septembrie 1995 pentru a proteja 13 specii de animale. Situl a fost protejat și ca arie specială de conservare în noiembrie 2016.

## Biodiversitate
Situată în ecoregiunea alpină, aria protejată conține 7 habitate naturale: Mlaștini turboase de tranziție și turbării mișcătoare, Păduri acidofile de Picea de la nivel montan la nivel alpin (Vaccinio-Piceetea), Turbării active, Mlaștini împădurite, Păduri aluvionare cu Alnus glutinosa și Fraxinus excelsior (Alno-Padion, Alnion incanae, Salicion albae), Lacuri și iazuri distrofice naturale, Pajiști cu Molinia pe soluri calcaroase, turboase sau argilos-nămoloase (Molinion caeruleae).
La baza desemnării sitului se află mai multe specii protejate de  păsări (13): ciocârlie-de-câmp (Alauda arvensis), cocoșul de mesteacăn (Bonasa bonasia), caprimulg (Caprimulgus europaeus), porumbel gulerat (Columba palumbus), prepeliță (Coturnix coturnix), cristeiul de câmp (Crex crex), gușă vânătă (Cyanecula svecica), becațină comună (Gallinago gallinago), sfrâncioc roșiatic (Lanius collurio), viespar (Pernis apivorus), ciocănitoare de munte (Picoides tridactylus), sturz (Turdus pilaris), nagâț (Vanellus vanellus)
Pe lângă speciile protejate, pe teritoriul sitului au mai fost identificate 25 de specii de plante, 6 specii de păsări, 1 specie de amfibieni, 8 specii de mamifere.